# Winifred Edgerton Merrill
Winifred Edgerton Merrill, född 1862, död 1951, var en amerikansk matematiker.
Hon avlade 1886 filosofie kandidatexamen i matematik vid Columbia University, och blev därmed den första kvinna som avlade filosofie kandidatexamen vid Columbia University liksom den första kvinna i USA att ta en fil kand i matematik.